# Filippo Iannone
Filippo Iannone, né le 13 décembre 1957 à Naples, est un carme italien, archevêque, et actuel président du Conseil pontifical pour les textes législatifs depuis avril 2018 après avoir évêque auxiliaire de Naples, évêque de Sora-Aquino-Pontecorvo puis vicegérant de Rome.

## Biographie
Le 7 avril 2018, il est nommé par le pape François président du Conseil pontifical pour les textes législatifs.
Le 29 novembre 2020, il est nommé par le Pape secrétaire de la Commission de contrôle des contrats confidentiels, un conseil de surveillance financière de cinq membres chargé de surveiller les contrats qui sortent des procédures normales et qui, pour des raisons de sécurité, ne sont pas rendus publics.